# 셉티미우스 세베루스
루키우스 셉티미우스 세베루스(Lucius Septimius Severus, 146년 4월 11일 - 211년 2월 4일)는 193년부터 211년까지의 로마 황제이다. 아들 카라칼라에게 황제 자리를 물려주면서 로마 황제 자리의 세습제를 사실상 시작한 황제이다.

## 생애
북아프리카 렙티스 마그나(현재의 리비아 트리폴리) 출신으로 회계 감사관, 호민관을 거쳐 법무관으로 선출되어 갈리아 루그두넨시스, 시칠리아 등의 총독으로 부임하다가 191년 가까운 판노니아 총독으로 임명되었다.
192년 12월 31일 콤모두스가 암살당한 뒤 내란에 일어나 뒤를 이은 페르티낙스가 디디우스 율리아누스에게 살해당하자 황제를 자칭하였고 뒤이어 시리아 총독 페르켄니우스 니게르, 브리타니아 총독 클로디우스 알비누스도 황제를 자칭하였다.(다섯 황제의 해)
이에 7대 군단 4만 2000명의 군사를 거느린 알비누스와 공동 황제로 즉위하는 조건으로 연합하고 12개 군단 7만 2000명 중 2개 군단을 본국으로 내려보내 율리아누스를 살해하고 로마에 입성해 근위대를 해산시켰다.
뒤이어 8개 군단 4만 8000명의 동방 군대를 이끄는 니게르와 내전을 벌여 193년 말에 벌어진 페린투스 전투에서는 패했지만 194년 1월 니카이아 전투에서 승리를 거두었다. 그리고 10월 이수스 평원에서 결전을 벌여 니게르를 대파하고 추격대를 보내 유프라테스강 근처에서 살해했다.
그리고 197년 2월 19일 배로 불어난 대군을 이끌고 리옹 근처의 평원에서 알비누스와 전투를 벌여 승리함에 따라 알비누스가 자결하고 세베루스가 단독 황제가 되었다.
그는 동부인과 자신의 세력 기반인 군대를 우대한 반면 로마인과 원로원을 무시했고 로마 제국의 마지막 가도 건설 사업이던 세베리아나 가도 건설 사업을 벌였다.
또한 그는 군대를 30개 군단으로 증강하고 병사의 봉급을 이전 300 데나리우스 은화, 1200 세르테르티우스 동화에서 375 데나리우스 은화, 1500 세르테르티우스 동화로 인상하며 상여금을 많이 주어 군대를 특권계급으로 만들었다. 또 그는 관료제를 강화해 중앙권력을 강화함으로써 관료층인 에퀴테스를 우대하는 동시에 지방자치를 더욱 압박했다.
이러한 조치로 지출이 크게 늘어나자 그는 이탈리아에도 세금을 물렸다. 그의 황제권은 사실상 군대에 의존해 있었고 199년 파르티아를 향한 동방 원정을 개시해 티그리스 강변까지 쳐들어가 파르티아군을 간단히 격파하고 유프라테스강과 티그리스강 사이의 메소포타미아 지방을 속주화했다.
그리고 포로 로마노의 마지막 건축물인 세베루스 개선문을 세웠으며 이후에는 본국에 머무르며 각종 공공 시설 개발 사업을 벌이다가 205년 세습 문제 중 근위대장 플라우티아누스를 후계자로 지명했다가 아들 카라칼라가 플라우티아누스를 살해하는 사건이 발생하기도 했다.
210년부터 칼레도니아 전역 제패를 목표로 브리타니아 원정을 감행하다가 211년 2월 4일 에부라쿰에서 아들 카라칼라와 게타 두 아들을 후계자로 지명하고 죽었다.

## 같이 보기
- 로마 황제 연대표

| 전임 디디우스 율리아누스 | 제20대 로마 제국 황제 193년 - 211년 | 후임 카라칼라 |